# 서운관지
서운관지(書雲觀志)는 조선 영조~조선 정조 때의 천문학자 성주덕(成周悳)이 짓고, 이경로, 이의봉에 의해 교정 받은 천문학책으로 조선 순조 18년인 1818년에 간행되었다. 규장각에 보관되어있던 도서중 하나이다. 한국의 천문 기상학을 연구하는데 귀한 자료가 된다.

## 내용
이 책은 목판본으로, 4권 2책으로 구성되어있다. 성주덕이 10여년간 서운관에 관해 모은 자료들을 모아서 편찬한, 서운관의 기록을 모아 였은 책이다. 천문, 역수, 점주등을 보던 서운관의 기록을 모은 책이다 하여 제목을 서운관지라고 이름붙였다. 책 머리에 저자의 서문이 있다.

### 1권
1권은  관직천거(官職薦擧)·과식취재(科式取材)·권과(勸課)·포폄(褒貶)·좌위(坐衛)·번규(番規) 등의 내용이 있다.

### 2권
2권은 치력(治曆)·측력(測曆)·교식(交食)·감여(堪輿)·선택(選擇)·속관(屬官)·이예(吏隸)·진헌(進獻)·반사(頒賜)·식례(式例)·공물(貢物) 등의 내용이 있다.

### 3권
3권은 고사(故事)가 있다.

### 4권
4권은 서기(書器) 등의 방법·규례(規例) 등이 있다.